# Danh sách tập phim Shin – Cậu bé bút chì (2012–2021)
Đây là danh sách các tập phim Shin – Cậu bé bút chì bắt đầu phát sóng từ năm 2012 đến năm 2021.

## Danh sách tập

### 2012
| #      | Tên tập phim | Ngày phát sóng gốc   |
| ------ | --- | -------------------- |
| 756    | "Đó là năm mới!" Chuyển ngữ: "Kotoshikoso wa! Dazo" (tiếng Nhật: 今年こそは! だゾ)"Chiến lược mua quà lưu niệm của bố" Chuyển ngữ: "Tōchan no odosan dai sakusen dazo" (tiếng Nhật: 父ちゃんのお土産大作戦だゾ)"Con heo đất bị ma ám" Chuyển ngữ: "Tsuke tsumori chokin dazo" (tiếng Nhật: ツケつもり貯金だゾ)                                            | 6 tháng 1 năm 2012   |
| 757    | "Chiến lược thoát khỏi nhà của gia đình Nohara" Chuyển ngữ: "Nohara-ka dasshutsu dai sakusen dazo" (tiếng Nhật: 野原家脱出大作戦だゾ)"Hoa cho Masao-kun..." Chuyển ngữ: "Masao-kun ni hana o… dazo" (tiếng Nhật: マサオくんに花を…だゾ)"Chàng trai của Hima" Chuyển ngữ: "Hima no Yatsu dazo" (tiếng Nhật: ひまのヤツだゾ)                                | 13 tháng 1 năm 2012  |
| 758    | "Một mình" Chuyển ngữ: "O hitori-sama dazo" (tiếng Nhật: おひとりさまだゾ)"SHIN-MEN "Go-go chiến lược lớn trong bồn tắm! 』" Chuyển ngữ: "SHIN - men “o furo de gōgō dai sakusen! ”" (tiếng Nhật: SHIN-MEN 『お風呂でゴーゴー大作戦！』) | 20 tháng 1 năm 2012  |
| 759    | "Miếng dán ấm áp" Chuyển ngữ: "Kairodeatta Kairo dazo" (tiếng Nhật: カイロであったカイロだゾ)"Ngày chủ nhật của bố" Chuyển ngữ: "Tōchan no nichiyōbi dazo" (tiếng Nhật: 父ちゃんの日曜日だゾ) | 27 tháng 1 năm 2012  |
| 760    | "Bo-chan và chú cá vàng" Chuyển ngữ: "Kingyo to bō-chan dazo" (tiếng Nhật: 金魚とボーちゃんだゾ)"Véo quần" Chuyển ngữ: "Zubon ga pinchi dazo" (tiếng Nhật: ズボンがピンチだゾ) | 27 tháng 1 năm 2012  |
| 761    | "Buổi mua sắm của cô Matsuzaka" Chuyển ngữ: "Matsuzakasensei no o kaimono dazo" (tiếng Nhật: まつざか先生のお買い物だゾ)"Ở cùng với Bo-chan" Chuyển ngữ: "Bō chanto issho dazo" (tiếng Nhật: ボーちゃんといっしょだゾ) | 10 tháng 2 năm 2012  |
| 762    | "Nấu cơm" Chuyển ngữ: "Gohan o taku zo" (tiếng Nhật: ごはんをたくゾ)"Bộ phim kỷ niệm 20 năm thành lập" Chuyển ngữ: "Eiga 20 shūnenkinen ōgiri" (tiếng Nhật: 映画２０周年記念大喜利) | 17 tháng 2 năm 2012  |
| 763    | "Mẹ bị bong gân" Chuyển ngữ: "Kāchan ga nenza shita zo" (tiếng Nhật: 母ちゃんが捻挫したゾ)"Himawari có phải là người trông trẻ không?" Chuyển ngữ: "Himawari wa bebīshittā? Dazo" (tiếng Nhật: ひまわりはベビーシッター？だゾ) | 24 tháng 2 năm 2012  |
| 764    | "Hoàng tử Bạch Tuyết" Chuyển ngữ: "Shiro Ōji dazo" (tiếng Nhật: シロ王子だゾ)"Gia đình không gian Nohara (Phần Một)" Chuyển ngữ: "Uchū kazoku no Hara dazo・Zenpen" (tiếng Nhật: 宇宙家族ノハラだゾ・前編) | 9 tháng 3 năm 2012   |
| TĐB 72 | "Rốt cuộc, đó là anh trai của tôi" Chuyển ngữ: "Yappari kyō dai dazo" (tiếng Nhật: やっぱりきょうだいだゾ)"Gia đình không gian Nohara (Phần Hai)" Chuyển ngữ: "Uchū kazoku no Hara dazo・Kōhen" (tiếng Nhật: 宇宙家族ノハラだゾ・後編)"Quyết đấu! Trò chơi lấy tên cho em bé (1996) <chiếu lại>" (tiếng Nhật: 赤ちゃんの名前が決まったゾ（1996年）〈再〉) | 16 tháng 3 năm 2012  |
| 765    | "Một đêm ngủ tại nhà của Nene" (tiếng Nhật: ネネちゃんちでお泊まり会だゾ)"Đá lon đại chiến" (tiếng Nhật: 缶ケリウォーズだゾ) | 23 tháng 3 năm 2012  |
| 766    | "Lạc lối tại nơi ngắm hoa anh đào" (tiếng Nhật: 花見で迷子だゾ)"SHIN-MEN Chiến lược nuôi con khôn lớn!" (tiếng Nhật: SHIN-MEN 育児でバブッと大作戦！) | 30 tháng 3 năm 2012  |
| TĐB 73 | "Shin - Cậu bé bút chì: Cơn bão hung hăng gọi mời! Điệp vụ hoàng kim (2011) (Đạo diễn: Masui Souichi)" (tiếng Nhật: クレヨンしんちゃん 嵐を呼ぶ黄金のスパイ大作戦（2011年）（監督：増井壮一)) | 13 tháng 4 năm 2012  |
| 767    | "Xổ số Hai nghìn Yên" (tiếng Nhật: 二千円で福引きだゾ)"Chụp những bức ảnh đẹp nhất" (tiếng Nhật: シャッターチャンスを狙うゾ) | 27 tháng 4 năm 2012  |
| 768    | "Mẹ bị táo bón" (tiếng Nhật: 母ちゃんはＢＮＰだゾ) | 4 tháng 5 năm 2012   |
| 769    | "Con đường đến huy chương vàng" (tiếng Nhật: 金メダルへの道だゾ)"Lớp học nấu ăn dành cho bố và con" (tiếng Nhật: パパとこどものお料理教室だゾ) | 11 tháng 5 năm 2012  |
| 770    | "Cuộc Thách Đấu Của Ông Nội - Ông Ngoại" (tiếng Nhật: イクじい対決だゾ)"Ai sẽ về nhà trước đây" (tiếng Nhật: どっちが先に帰るかだゾ)"Nhật thực" (tiếng Nhật: 金環日食だゾ) | 18 tháng 5 năm 2012  |
| 771    | "Mặt nạ hoàng gia" (tiếng Nhật: 覆面父ちゃんだゾ)"Shin tập ngủ riêng" (tiếng Nhật: オラ、ひとりで寝るゾ) | 25 tháng 5 năm 2012  |
| 772    | "Đi tìm Bạch Tuyết" (tiếng Nhật: シロを探すゾ)"Bảo vệ tấm áp phích" (tiếng Nhật: ポスターを守るゾ) | 1 tháng 6 năm 2012   |
| 773    | "Đừng phản bội Action Kamen" (tiếng Nhật: アクション仮面を裏切らないゾ)"Lo lắng cho Kazama-kun" (tiếng Nhật: 気になってる風間くんだゾ)"Mình không thích ẩm ướt" (tiếng Nhật: ジメジメはいやだゾ) | 15 tháng 6 năm 2012  |
| 774    | "Huấn luyện đặc biệt cho Bạch Tuyết" (tiếng Nhật: シロを特訓だゾ)"Thủy cung Tình yêu" (tiếng Nhật: 恋する水族館だゾ)"Mình không hối tiếc" (tiếng Nhật: くやしくないゾ) | 22 tháng 6 năm 2012  |
| 775    | "Tìm kiếm một điểm đến mới" (tiếng Nhật: 引っ越し先を探すゾ)"Bắt đầu vào mùa hè" (tiếng Nhật: 夏を先取りするゾ)"Mình yêu dưa hấu" (tiếng Nhật: スイカ好きだゾ) | 29 tháng 6 năm 2012  |
| 776    | "Đừng quên Mặt nạ hành động" (tiếng Nhật: アクション仮面を忘れないゾ)"Nâng cao sự quyến rũ của phụ nữ" (tiếng Nhật: 女子力をあげるゾ)"Tìm lại ký ức" (tiếng Nhật: キオクをとりもどすゾ) | 6 tháng 7 năm 2012   |
| 777    | "Công việc bán thời gian tại Ngôi nhà bên bờ biển" (tiếng Nhật: 海の家でアルバイトだゾ)"Thức dậy sớm" (tiếng Nhật: 早起きしちゃったゾ)"Bờ biển thật tuyệt vời" (tiếng Nhật: 海はいいだゾ) | 13 tháng 7 năm 2012  |
| 778    | "Thật ngứa, một con sâu gây phiền nhiễu" (tiếng Nhật: カユ〜イおジャマ虫だゾ)"Cuốn sổ ghi chép của Đội Phòng vệ" (tiếng Nhật: 防衛隊の手帖だゾ)"Lớp học khủng long của bố và Shin" (tiếng Nhật: オラと父ちゃんの恐竜教室だゾ) | 27 tháng 7 năm 2012  |
| 779    | (tiếng Nhật: 流しサラリーマンそうめんだゾ) (tiếng Nhật: 水もしたたるシロだゾ) | 10 tháng 8 năm 2012  |
| 780    | "Bữa tiệc tôm hùm" (tiếng Nhật: エビまつりだゾ)"Ai lần đầu đi mua đồ đó nha!" (tiếng Nhật: あいちゃんのおつかいだゾ) | 17 tháng 8 năm 2012  |
| 781    | "Giải cứu Action Kamen" (tiếng Nhật: スキマにはまったゾ)"Đường về nhà vào mùa hè" (tiếng Nhật: 夏の帰り道だゾ) | 24 tháng 8 năm 2012  |
| 782    | (tiếng Nhật: 夫婦の危機を相談されるゾ) (tiếng Nhật: まさかの時に備えるゾ) | 31 tháng 8 năm 2012  |
| 783    | (tiếng Nhật: 今夜はいろいろややこしいゾ) | 14 tháng 9 năm 2012  |
| 784    | (tiếng Nhật: 狼男カスカベだゾ) (tiếng Nhật: カーテンを洗っちゃうゾ) | 19 tháng 10 năm 2012 |
| 785    | (tiếng Nhật: 泥んこあそびは気持ちいいゾ) (tiếng Nhật: 母ちゃんのお昼寝は内緒だゾ) | 26 tháng 10 năm 2012 |
| 786    | (tiếng Nhật: トンボの野原ひろしだゾ) (tiếng Nhật: シールを取り返すゾ) | 9 tháng 11 năm 2012  |
| 787    | (tiếng Nhật: 着物で幼稚園に来ちゃったゾ) (tiếng Nhật: 引き出物選びはモメモメだゾ) | 16 tháng 11 năm 2012 |
| 788    | (tiếng Nhật: 本を売りたいゾ)"Hộp đồ chơi thật chật" (tiếng Nhật: おもちゃ箱はキツキツだゾ) | 23 tháng 11 năm 2012 |
| 789    | (tiếng Nhật: モテキじゃなくイレキだゾ) (tiếng Nhật: 父ちゃんとブンツーだゾ) | 30 tháng 11 năm 2012 |
| 790    | (tiếng Nhật: ひまわりと耳おれクマだゾ) (tiếng Nhật: カスコンだゾ) | 7 tháng 12 năm 2012  |

Đây là một danh sách chưa hoàn chỉnh. Bạn có thể giúp Wikipedia .

### 2013
| #      | Tên tập phim | Ngày phát sóng gốc   |
| ------ | --- | -------------------- |
| 791    | (tiếng Nhật: 防衛隊の隊長を決めるゾ) (tiếng Nhật: 見たい夢を見るゾ) | 11 tháng 1 năm 2013  |
| 792    | (tiếng Nhật: ほどけないゾ) (tiếng Nhật: 園長先生を怒らせたのは誰？だゾ) | 18 tháng 1 năm 2013  |
| 793    | (tiếng Nhật: スカイツリーでキメるゾ) (tiếng Nhật: きゃりー来航だゾ) | 25 tháng 1 năm 2013  |
| 794    | "Chuyến du lịch gia đình đến Kusatsu" (tiếng Nhật: 草津へ家族旅行だゾ) | 1 tháng 2 năm 2013   |
| 795    | (tiếng Nhật: リサイクルショップについて行くゾ) (tiếng Nhật: 今日は寒〜いゾ) | 15 tháng 2 năm 2013  |
| 796    | (tiếng Nhật: シロとコンテストだゾ) (tiếng Nhật: 引っ越しのお手伝いだゾ) | 22 tháng 2 năm 2013  |
| 797    | (tiếng Nhật: 中学生が来たゾ) (tiếng Nhật: 熱血！アスレチック公園だゾ) | 1 tháng 3 năm 2013   |
| TĐB 74 | (tiếng Nhật: またまた流れ板しんのすけだゾ) (tiếng Nhật: ランドセルを背負いたいゾ) (tiếng Nhật: カスカベ防衛隊だゾ〈再〉) | 15 tháng 3 năm 2013  |
| TĐB 75 | "Shin - Cậu bé bút chì: Cơn bão hung hăng gọi mời! Shin và công chúa vũ trụ (2012) (Đạo diễn: Masui Souichi)" Chuyển ngữ: "Crayon Shin-chan: Arashi o Yobu! Ora to Uchū no Princess" (tiếng Nhật: クレヨンしんちゃん 嵐を呼ぶ!オラと宇宙のプリンセス（2012年）（監督：増井壮一）) | 19 tháng 4 năm 2013  |
| 798    | (tiếng Nhật: Ｂ級グルメの塔だゾ) | 26 tháng 4 năm 2013  |
| 799    | (tiếng Nhật: 夢のカレー大会だゾ) (tiếng Nhật: 恐怖！怪人歯医者だゾ) | 3 tháng 5 năm 2013   |
| 800    | (tiếng Nhật: 友情の鍵探しだゾ) (tiếng Nhật: 布団を圧縮するゾ) | 10 tháng 5 năm 2013  |
| 801    | (tiếng Nhật: ネネちゃんがスランプだゾ)"Nhóm bọ cạp đỏ cấm yêu đương" (tiếng Nhật: 紅サソリ隊は恋愛禁止だゾ) | 17 tháng 5 năm 2013  |
| 802    | (tiếng Nhật: じいちゃんの参観日だゾ) (tiếng Nhật: お父様の万年筆はどこ？だゾ) | 24 tháng 5 năm 2013  |
| 803    | (tiếng Nhật: シガイセンはこわいゾ) (tiếng Nhật: 対決！忍者ランドだゾ) | 31 tháng 5 năm 2013  |
| 804    | (tiếng Nhật: かすかべ防衛隊の解散だゾ) (tiếng Nhật: ピーマンを返すゾ) | 7 tháng 6 năm 2013   |
| 805    | "Đi săn ngao nào!" (tiếng Nhật: 潮干狩りへゴー！だゾ) (tiếng Nhật: 傘がいっぱいだゾ) | 14 tháng 6 năm 2013  |
| 806    | (tiếng Nhật: 母ちゃんが入院して退院しだゾ) (tiếng Nhật: 母ちゃんが退院して入院したゾ) | 21 tháng 6 năm 2013  |
| 807    | (tiếng Nhật: 入院生活をマンキツするゾ) (tiếng Nhật: 真夏の雪だるまだゾ) | 5 tháng 7 năm 2013   |
| 808    | (tiếng Nhật: 子連れサラリーマンだゾ) (tiếng Nhật: 母ちゃんが退院するゾ) | 12 tháng 7 năm 2013  |
| TĐB 76 | "Làm lạnh Dưa hấu" (tiếng Nhật: スイカを冷やすゾ)"Tớ là Masao!" (tiếng Nhật: 俺はマサオだぜ！だゾ) (tiếng Nhật: 田舎にとまるゾ（2011年）〈再〉) (tiếng Nhật: オラの部屋がほしいゾ) (tiếng Nhật: 人面クレヨンだゾ)                                                                 | 2 tháng 8 năm 2013   |
| 809    | (tiếng Nhật: 幼稚園の怪談だゾ) (tiếng Nhật: 父ちゃんとプールだゾ) | 9 tháng 8 năm 2013   |
| 810    | (tiếng Nhật: 謎のかぐやさんだゾ) (tiếng Nhật: シロのキャットタワーだゾ) | 16 tháng 8 năm 2013  |
| 811    | "Tớ muốn xem quảng cáo" (tiếng Nhật: ＣＭが見たいゾ) (tiếng Nhật: ゆれるブランコ少女だゾ) | 23 tháng 8 năm 2013  |
| 812    | (tiếng Nhật: 母ちゃんのお宝を探すゾ) (tiếng Nhật: 大回転マダムだゾ) | 30 tháng 8 năm 2013  |
| 813    | (tiếng Nhật: 犯人は風間くんだゾ) (tiếng Nhật: 手作りギョーザだゾ) | 6 tháng 9 năm 2013   |
| 814    | (tiếng Nhật: ボウリング対決だゾ) (tiếng Nhật: 母ちゃんの過去だゾ) | 18 tháng 10 năm 2013 |
| 815    | (tiếng Nhật: 友情のアイスだゾ) (tiếng Nhật: 今度こそやせたいゾ) | 25 tháng 10 năm 2013 |
| 816    | "Kho báu ở Tây Ban Nha" (tiếng Nhật: スペインでお宝ゲットだゾ) | 1 tháng 11 năm 2013  |
| 817    | (tiếng Nhật: 風間くんに追われてるゾ)"Bán hàng ở chợ trời" (tiếng Nhật: フリマで売りたいゾ) | 15 tháng 11 năm 2013 |
| 818    | (tiếng Nhật: 大そうじはバタバタだゾ) (tiếng Nhật: 夢のカフェをつくるゾ) | 13 tháng 12 năm 2013 |

### 2014
| #      | Tên tập phim | Ngày phát sóng gốc   |
| ------ | --- | -------------------- |
| 819    | (tiếng Nhật: オラたち家電製品だゾ) | 17 tháng 1 năm 2014  |
| 820    | (tiếng Nhật: かけっこ教室だゾ) (tiếng Nhật: シロのお散歩ともだちだゾ) | 31 tháng 1 năm 2014  |
| 821    | "Đi Câu Cá Ốt Me" (tiếng Nhật: ワカサギ釣りだゾ) (tiếng Nhật: アクション仮面が行方不明だゾ) | 7 tháng 2 năm 2014   |
| 822    | (tiếng Nhật: 父ちゃんの日曜はツイてないゾ) (tiếng Nhật: ランチでアート対決だゾ) | 14 tháng 2 năm 2014  |
| 823    | (tiếng Nhật: 父ちゃんよりいっぱい歩くゾ) (tiếng Nhật: ゴーちゃん。が来たゾ) | 28 tháng 2 năm 2014  |
| TĐB 77 | (tiếng Nhật: 消費税が上がるゾ) (tiếng Nhật: アイドル先輩が来たゾ) (tiếng Nhật: チョコビアイスが食べたいゾ) | 7 tháng 3 năm 2014   |
| 824    | (tiếng Nhật: ガマン対決だゾ) (tiếng Nhật: 父ちゃんをいやすゾ) | 14 tháng 3 năm 2014  |
| 825    | (tiếng Nhật: 宇宙警察犬・ロボドッグだゾ) | 11 tháng 4 năm 2014  |
| TĐB 78 | "Shin - Cậu bé bút chì: Rất ngon miệng! Cuộc giải cứu ẩm thực đường phố!! (2013) (Đạo diễn: Masakazu Hashimoto)" Chuyển ngữ: "Crayon Shin-chan: bakauma！ B-kyū gurume sabaibaru!!" (tiếng Nhật: クレヨンしんちゃん バカうまっ!B級グルメサバイバル!!（2013年）（監督：橋本昌和）) | 12 tháng 4 năm 2014  |
| 826    | "Anh trai của Masao" (tiếng Nhật: マサオ兄ちゃんだゾ)"Ngày nghỉ bù của bố" (tiếng Nhật: 代休父ちゃんだゾ) | 18 tháng 4 năm 2014  |
| 827    | (tiếng Nhật: まいごのコブタだゾ) (tiếng Nhật: レンタルショップのソムリエだゾ) | 25 tháng 4 năm 2014  |
| 828    | (tiếng Nhật: ファザー牧場に行くゾ) (tiếng Nhật: お天気お兄さんだゾ) | 2 tháng 5 năm 2014   |
| 829    | "Lấy đồ ăn trưa cho Ai-chan" (tiếng Nhật: あいちゃんのお弁当をいただくゾ) (tiếng Nhật: 引越しで仕分けるゾ) | 16 tháng 5 năm 2014  |
| 830    | (tiếng Nhật: 執事喫茶だゾ) (tiếng Nhật: シロとチェンジだゾ) | 23 tháng 5 năm 2014  |
| 831    | (tiếng Nhật: お塾を体験するゾ)"Chơi Domino" (tiếng Nhật: ドミノで遊ぶゾ) | 30 tháng 5 năm 2014  |
| 832    | "Suddenly! Next to Noon's Rice" (tiếng Nhật: 突然！となりの昼ごはんだゾ) (tiếng Nhật: なかなか爪が切れないゾ) | 6 tháng 6 năm 2014   |
| 833    | "Hôm nay trời lại mưa" (tiếng Nhật: 今日も雨だゾ) (tiếng Nhật: 冒険水着を買うゾ) | 13 tháng 6 năm 2014  |
| 834    | (tiếng Nhật: ねのねのねだゾ) (tiếng Nhật: ＬＥＤにかえるゾ) | 20 tháng 6 năm 2014  |
| 835    | (tiếng Nhật: 絶対に負けられないサッカー対決だゾ) | 27 tháng 6 năm 2014  |
| 836    | (tiếng Nhật: さすらいの防衛隊だゾ) (tiếng Nhật: 地獄のセールスレディ・リターンズだゾ) | 11 tháng 7 năm 2014  |
| 837    | (tiếng Nhật: むさえちゃんの自動車教習だゾ) (tiếng Nhật: オラは見た！カスカベ都市伝説 ガチャガチャ人間だゾ) | 8 tháng 8 năm 2014   |
| 838    | (tiếng Nhật: むさえちゃんは免許を取れるのカ？だゾ) (tiếng Nhật: レジェンド オブ なぐられうさぎだゾ) | 29 tháng 8 năm 2014  |
| 839    | (tiếng Nhật: プラネタリウムに行くゾ) (tiếng Nhật: アイドルをプロデュースするゾ) | 12 tháng 9 năm 2014  |
| 840    | (tiếng Nhật: ボーちゃんが気になるゾ)"Bữa tối cứ để Shin lo" (tiếng Nhật: 晩ごはんはまかせろだゾ) | 19 tháng 9 năm 2014  |
| 841    | (tiếng Nhật: おゆうぎ会の準備だゾ) (tiếng Nhật: ひまわりの怖いものだゾ) | 17 tháng 10 năm 2014 |
| 842    | (tiếng Nhật: サトイモ掘りだゾ) (tiếng Nhật: 毒舌で人気者だゾ) | 24 tháng 10 năm 2014 |
| 843    | (tiếng Nhật: 女子校の学園祭にいくゾ) (tiếng Nhật: レアなボイスがききたいゾ) | 31 tháng 10 năm 2014 |
| 844    | (tiếng Nhật: ネネちゃんのエコバッグを追え！だゾ) (tiếng Nhật: おもちゃをかたづけるゾ) | 21 tháng 11 năm 2014 |
| 845    | (tiếng Nhật: 父ちゃんと磯釣りだゾ) (tiếng Nhật: 原稿はどこへいった！？だゾ) | 28 tháng 11 năm 2014 |
| 846    | (tiếng Nhật: 携帯電話をなくしたゾ) (tiếng Nhật: スマホにするゾ) | 5 tháng 12 năm 2014  |
| 847    | (tiếng Nhật: スマホでドキドキだゾ) (tiếng Nhật: 防衛隊の忘年会だゾ) | 12 tháng 12 năm 2014 |

### 2015
| #      | Tên tập phim | Ngày phát sóng gốc   |
| ------ | --- | -------------------- |
| 848    | "The Cozy Hot Water Bottle" (tiếng Nhật: 湯たんぽでぬくぬくだゾ)"Definitely Pick Up the Stone" (tiếng Nhật: ゼッタイに拾いたい石だゾ) | 9 tháng 1 năm 2015   |
| 849    | "The Snow Inn of Mystery" (tiếng Nhật: 雪の宿のミステリーだゾ) | 30 tháng 1 năm 2015  |
| 850    | "Dancing Mommy Number 29" (tiếng Nhật: アゲアゲ母ちゃん２９号だゾ)"Orange of Love" (tiếng Nhật: 愛のみかんだゾ) | 6 tháng 2 năm 2015   |
| 851    | "Thank You Very Dog" (tiếng Nhật: サンキューベリードッグだゾ)"Kazama-kun and Shopping" (tiếng Nhật: 風間くんとおつかいだゾ) | 13 tháng 2 năm 2015  |
| 852    | "The Parakeet Came!" (tiếng Nhật: インコがきた！だゾ)"Suspicion!? Daddy's Photo" (tiếng Nhật: 疑惑！？父ちゃんの写真だゾ) | 20 tháng 2 năm 2015  |
| 853    | "Tennis Showdown" (tiếng Nhật: テニスで対決だゾ)"Honya-san Sign Session" (tiếng Nhật: 本屋さんでサイン会だゾ) | 27 tháng 2 năm 2015  |
| TĐB 79 | "Michi & Yoshirin and Real Play House" (tiếng Nhật: ミッチー＆ヨシりんとリアルおままごとだゾ)"Thus the Young Couple Bought a House - Part one・Part two" (tiếng Nhật: 若い二人はこうして家を買ったゾ 前編・後編)                                                      | 6 tháng 3 năm 2015   |
| 854    | "Himawari Cannot Sleep" (tiếng Nhật: ひまわりが眠れないゾ)"Secret of Under the Floor" (tiếng Nhật: 床下のヒミツだゾ) | 13 tháng 3 năm 2015  |
| 855    | "Wearing" (tiếng Nhật: かぶってるゾ)"Buy a Cleaner" (tiếng Nhật: 掃除機を買うゾ) | 20 tháng 3 năm 2015  |
| TĐB 80 | "Shin - Cậu bé bút chì: Trận đấu mãnh liệt! Người bố Robot phản công (2014) (Đạo diễn: Wataru Takahashi)" Chuyển ngữ: "Crayon Shin-chan: Gachinko! Gyakushu no Robo To-chan" (tiếng Nhật: クレヨンしんちゃん ガチンコ!逆襲のロボとーちゃん（2014年）（監督：高橋渉）) | 10 tháng 4 năm 2015  |
| 856    | "Great Bamboo Shoot Raid" (tiếng Nhật: たけのこ大襲撃だゾ) | 17 tháng 4 năm 2015  |
| 857    | "Cannot Enter the House" (tiếng Nhật: 家に入れないゾ)"Calling on the Internet" (tiếng Nhật: インターネットでお電話するゾ) | 24 tháng 4 năm 2015  |
| 858    | "Shiro's Moving Story" (tiếng Nhật: シロの引越し物語だゾ)"Seeing Chinanago" (tiếng Nhật: ちんあなごを見たいゾ) | 1 tháng 5 năm 2015   |
| 859    | "Fracture Daddy" (tiếng Nhật: 骨折父ちゃんだゾ)"Produce a Loose Chara" (tiếng Nhật: ゆるキャラをプロデュースするゾ) | 8 tháng 5 năm 2015   |
| 860    | "~Fracture Daddy~ Attendant" (tiếng Nhật: ～骨折父ちゃん～つきそいするゾ)"Pick a Bag" (tiếng Nhật: バッグを拾ったゾ) | 15 tháng 5 năm 2015  |
| 861    | "~Fracture Daddy~ Remove Gipsum" (tiếng Nhật: ～骨折父ちゃん～ギプスをはずすゾ)"Shinobu-chan and Caretaker" (tiếng Nhật: 忍ちゃんとお留守番だゾ) | 22 tháng 5 năm 2015  |
| 862    | "Twins are Here" (tiếng Nhật: 双子がきたゾ) | 29 tháng 5 năm 2015  |
| 863    | "It's Raining in Kasukabe Today, Too" (tiếng Nhật: 春我部は今日も雨だったゾ)"The Crimson Scorpion Squad Break Up" (tiếng Nhật: 紅さそり隊解散だゾ) | 5 tháng 6 năm 2015   |
| 864    | "Taking a Lock Screen Photo" (tiếng Nhật: 待ち受け画像を撮るゾ)"Here Comes Zakiyama-san" (tiếng Nhật: ザキヤマさんが来〜る〜だゾ) | 12 tháng 6 năm 2015  |
| 865    | "A Drone Is Watching" (tiếng Nhật: ドローンは見てたゾ)"The Saleslady From Hell Strikes Back" (tiếng Nhật: 地獄のセールスレディ逆襲だゾ) | 19 tháng 6 năm 2015  |
| 866    | "Summer Trip Meeting" (tiếng Nhật: 夏のおでかけ会議だゾ)"Pickled Vegetables Debut" (tiếng Nhật: ぬか漬けデビューだゾ) | 26 tháng 6 năm 2015  |
| 867    | "Turning the Table" (tiếng Nhật: テーブルを回すゾ)"Get Up Early with Radio Calisthenics" (tiếng Nhật: ラジオ体操で早起きだゾ) | 10 tháng 7 năm 2015  |
| 868    | "The Pure Heart Kakigōri" (tiếng Nhật: 純情かき氷だゾ)"Hot Blooded! Shūzō-sensei and the Pool" (tiếng Nhật: 熱血!修造先生とプールだゾ) | 31 tháng 7 năm 2015  |
| 869    | "Going Camping" (tiếng Nhật: キャンプへ行くゾ) | 21 tháng 8 năm 2015  |
| 870    | "Game with Himitsu-chan" (tiếng Nhật: ひみつちゃんと勝負だゾ)"Himitsu-chan is a Friend" (tiếng Nhật: ひみつちゃんは友だちだゾ) | 28 tháng 8 năm 2015  |
| 871    | "Catch a Phantom Cicada" (tiếng Nhật: 幻のセミを捕るゾ)"Nagure Rabbit <Foam>" (tiếng Nhật: なぐられうさぎ＜泡＞だゾ) | 11 tháng 9 năm 2015  |
| 872    | "The Zoo is Exciting" (tiếng Nhật: 動物園はウキウッキーだゾ) | 9 tháng 10 năm 2015  |
| 873    | "Pounding with Octopus Par" (tiếng Nhật: たこパーでドキドキだゾ)"Showdown with Tsumiki" (tiếng Nhật: つみ木で対決だゾ) | 16 tháng 10 năm 2015 |
| 874    | "A Woman Who Throws Away His Mom" (tiếng Nhật: 母ちゃんは捨てる女だゾ)"Road Safety Warrior in Love" (tiếng Nhật: 恋の交通安全戦士だゾ) | 23 tháng 10 năm 2015 |
| 875    | "Dad and Paper Sumo" (tiếng Nhật: 父ちゃんと紙相撲だゾ)"Worry with Masao-kun" (tiếng Nhật: マサオくんを心配するゾ) | 30 tháng 10 năm 2015 |
| 876    | "Kendama of the Brave" (tiếng Nhật: 勇者のけん玉だゾ)"Cursed Amidakuji" (tiếng Nhật: 呪いのあみだくじだゾ) | 6 tháng 11 năm 2015  |
| 877    | "Kazama-kun's Goal" (tiếng Nhật: 風間くんのゴールだゾ)"Shiro the Police Dog" (tiếng Nhật: 警察犬シロだゾ)"Ai-chan is Imechen" (tiếng Nhật: あいちゃんがイメチェンだゾ)                                                                                                | 13 tháng 11 năm 2015 |
| 878    | "Wher〜e's Daddy?" (tiếng Nhật: 父ちゃんはど～こだ?だゾ)"Let's Get a Flatulence" (tiếng Nhật: おならが出そうだゾ)"Relying on a Work Person" (tiếng Nhật: 仕事人に頼んだゾ)                                                                                            | 20 tháng 11 năm 2015 |
| 879    | "Lấy lại vóc dáng" (tiếng Nhật: ゴロ寝主婦を卒業するゾ)"Bibibi with Static Electricity!" (tiếng Nhật: 静電気でビビビ！だゾ)"I'm a Worker" (tiếng Nhật: おら仕事人だゾ)                                                                                                | 27 tháng 11 năm 2015 |
| 880    | "Go to See the Illuminations" (tiếng Nhật: イルミネーションを見にいくゾ)"Serious Game with Gloves" (tiếng Nhật: 手袋で真剣勝負だゾ) | 4 tháng 12 năm 2015  |
| 881    | "Love Skating Strategy" (tiếng Nhật: 恋のスケート大作戦だゾ)"Giant Wealth App" (tiếng Nhật: 恐怖のアプリだゾ) | 11 tháng 12 năm 2015 |

### 2016
| #      | Tên tập phim | Ngày phát sóng gốc   |
| ------ | --- | -------------------- |
| 882    | "Go to a Secret Hot Spring" (tiếng Nhật: 秘湯に行くゾ) | 15 tháng 1 năm 2016  |
| 883    | "I Can't Sleep" (tiếng Nhật: 眠れないオラだゾ)"Dad's Husband for the Time Being" (tiếng Nhật: 父ちゃんのとりあえず主夫だゾ)"Nene-chan's Piano Recital" (tiếng Nhật: ネネちゃんのピアノリサイタルだゾ) | 22 tháng 1 năm 2016  |
| 884    | "Sleepless Dad" (tiếng Nhật: 眠れない父ちゃんだゾ)"I Don't Like the Bath!" (tiếng Nhật: お風呂はイヤイヤ!だゾ)"Battle of Me and Snow" (tiếng Nhật: オラと雪の合戦だゾ) | 29 tháng 1 năm 2016  |
| 885    | "Shiro Can't Sleep" (tiếng Nhật: 眠れないシロだゾ)"Shiro Got Fat" (tiếng Nhật: シロが太っちゃったゾ)"I'm a Fashion Leader" (tiếng Nhật: オラはファッションリーダーだゾ) | 5 tháng 2 năm 2016   |
| 886    | "Mom Can't Sleep" (tiếng Nhật: 眠れない母ちゃんだゾ)"Love Through the Glass" (tiếng Nhật: ガラス越しの恋だゾ)"We Want to Stop the Hiccoughs" (tiếng Nhật: しゃっくりを止めたいゾ) | 12 tháng 2 năm 2016  |
| 887    | "Looking forward to making mochi!" (tiếng Nhật: おもちつきが楽しみだゾ)"The Supermarket Demonstration Salesman is Here!" (tiếng Nhật: スーパー実演販売士がきたゾ) | 19 tháng 2 năm 2016  |
| 888    | "Our Hazard Map" (tiếng Nhật: オラたちのハザードマップだゾ)"Catching Meat" (tiếng Nhật: お肉をキャッチするゾ) | 26 tháng 2 năm 2016  |
| TĐB 81 | "Suspense on the Bullet Train" (新幹線でサスペンスだゾ)"Kazama-kun Doesn’t Forget Things" (風間くんは忘れ物しないゾ)"Buying New Shoes" (新しい靴を買うゾ) | 4 tháng 3 năm 2016   |
| 889    | "It Involves His Manliness" (tiếng Nhật: 男の沽券にかかわるゾ)"Going to Find Miss Nanako" (tiếng Nhật: ななこおねいさんを探しに行くゾ) | 11 tháng 3 năm 2016  |
| TĐB 82 | "Crayon Shin-chan: My Moving Story! Cactus Large Attack! (2015) (Director: Masakazu Hashimoto)" (tiếng Nhật: クレヨンしんちゃん オラの引越し物語 サボテン大襲撃（2015年）（監督：橋本昌和）) | 1 tháng 4 năm 2016   |
| 890    | "Dad Won't Wake Up!? (Part 1)" (tiếng Nhật: 父ちゃんが起きない！？だゾ（前編）) | 15 tháng 4 năm 2016  |
| 891    | "Art While Sleeping" (tiếng Nhật: 寝ている間にアートだゾ)"Supporting Matsuzaka-sensei" (tiếng Nhật: まつざか先生を応援するゾ) | 22 tháng 4 năm 2016  |
| 892    | "I Want to See the Face of the Uncle Next Door" (tiếng Nhật: 隣のおじさんの顔が見たいゾ)"I Got Angry with Kazama-kun" (tiếng Nhật: 風間くんと怒られちゃったゾ) | 29 tháng 4 năm 2016  |
| 893    | "It's Hard to Go Out" (tiếng Nhật: お出かけするのもひと苦労だゾ)"Masao-kun's Masamu" (tiếng Nhật: マサオくんの正夢だゾ) | 6 tháng 5 năm 2016   |
| 894    | "A rice planting experience!" (tiếng Nhật: 田植え体験だゾ)"The Adventures of Buriburizaemon: The Revival Chapter" (tiếng Nhật: ぶりぶりざえもんの冒険 覚醒編) | 13 tháng 5 năm 2016  |
| 895    | "Thu dọn đồ giặt" (tiếng Nhật: 洗濯物を集めるゾ)"The Adventures of Buriburizaemon: The Flashing Chapter" (tiếng Nhật: ぶりぶりざえもんの冒険 閃光編) | 20 tháng 5 năm 2016  |
| 896    | "Yoshinaga-sensei is Fired?!" (tiếng Nhật: よしなが先生がクビ!?だゾ)"Bo-chan is Obsessive" (tiếng Nhật: ボーちゃんはこだわるゾ) | 27 tháng 5 năm 2016  |
| 897    | "Measure with a Stopwatch" (tiếng Nhật: ストップウォッチではかるゾ)"Scary Dentist" (tiếng Nhật: こわ～い歯医者さんだゾ)"Shiro and Chick" (tiếng Nhật: シロとひな鳥だゾ) | 10 tháng 6 năm 2016  |
| 898    | "Weird Shumi" (tiếng Nhật: 変わったシュミだゾ)"I'm in the Mud" (tiếng Nhật: 泥んこでただいまだゾ)"It's a Good Day to Change Jobs on Rainy Days" (tiếng Nhật: 雨の日は転職日和だゾ) | 17 tháng 6 năm 2016  |
| 899    | "Thread" (tiếng Nhật: 糸を通すゾ)"Dad is a Shaved Head (Part 1)" (tiếng Nhật: 父ちゃんが坊主頭だゾ（前編）) | 24 tháng 6 năm 2016  |
| 900    | "Masao-kun Who Wants to Remember" (tiếng Nhật: 思い出したいマサオくんだゾ)"Dad and Hell Saleslady" (tiếng Nhật: 父ちゃんと地獄のセールスレディだゾ) | 8 tháng 7 năm 2016   |
| 901    | "Did You See Me?!" (tiếng Nhật: み〜た〜わ〜ね〜だゾ)"Shinnosuke VS Shin Godzilla" (tiếng Nhật: しんのすけ対シン・ゴジラだゾ) | 22 tháng 7 năm 2016  |
| 902    | "Growing Edamame" (tiếng Nhật: 枝豆を育てるゾ)"The Adventures of Buriburizaemon: The National Unification Chapter" (tiếng Nhật: ぶりぶりざえもんの冒険 天下統一編) | 29 tháng 7 năm 2016  |
| 903    | "Cleaning Out the Fridge" (tiếng Nhật: 冷蔵庫のおかたづけだゾ)"Shinnosuke the Taxi Driver" (tiếng Nhật: タクシードライバーしんのすけだゾ) | 5 tháng 8 năm 2016   |
| 904    | "You and Lee Are Here" (tiếng Nhật: ユーとリーが来たゾ)"I Got a Goldfish" (tiếng Nhật: 金魚をもらったゾ) | 12 tháng 8 năm 2016  |
| 905    | "All-You-Can-Dress is Hot" (tiếng Nhật: 着せ放題がアツいゾ)"Kazama-kun Who Wants to Draw Lots" (tiếng Nhật: くじを引きたい風間くんだゾ) | 19 tháng 8 năm 2016  |
| 906    | "Shop at the Last-minute" (tiếng Nhật: ギリギリで買い物するゾ)"Masao-kun Who Has a Heavy Feeling" (tiếng Nhật: 思いが重いマサオくんだゾ) | 26 tháng 8 năm 2016  |
| 907    | "I Want to Break the Blocks" (tiếng Nhật: つみきをくずしたいゾ)"I Want to Eat Chilled Chinese" (tiếng Nhật: 冷やし中華が食べたいゾ)"Give a Handmade Brooch" (tiếng Nhật: 手作りブローチをあげるゾ) | 9 tháng 9 năm 2016   |
| 908    | "Help Mom" (tiếng Nhật: 母ちゃんを手伝うゾ)"I Want to Hold Hands with Nanako Sister" (tiếng Nhật: ななこおねいさんと手をつなぎたいゾ)"I Want to Show You Magic Tricks" (tiếng Nhật: 手品を見せたいゾ) | 16 tháng 9 năm 2016  |
| 909    | "Playing Company with Dad" (tiếng Nhật: 父ちゃんと会社ごっこだゾ)"Dice Train" (tiếng Nhật: サイコロ電車だゾ) | 14 tháng 10 năm 2016 |
| 910    | "The Bath is a Battle (First Part)" (tiếng Nhật: お風呂は戦闘だゾ（前編）)"The Bath is a Battle" (tiếng Nhật: お風呂は戦闘だゾ) | 21 tháng 10 năm 2016 |
| 911    | "The Tape Stuck" (tiếng Nhật: テープがくっついたゾ)"Gratin is Hot" (tiếng Nhật: グラタンは熱～いゾ)"Share a Snack" (tiếng Nhật: おやつをシェアするゾ) | 28 tháng 10 năm 2016 |
| 912    | "Naughty Himawari" (tiếng Nhật: いたずらっ子ひまわりだゾ)"Kanikani Battle" (tiếng Nhật: カニカニバトルだゾ)"Support with a Fan" (tiếng Nhật: うちわで応援するゾ) | 4 tháng 11 năm 2016  |
| 913    | "Buriburizaemon's Petit Adventure Twilight Edition" (tiếng Nhật: ぶりぶりざえもんのプチ冒険 夕暮れ編)"Buy a New Nohara Family Car ① The Car Broke" (tiếng Nhật: 野原家新車を買う① 車が壊れたゾ)"Kasukabe International Police Special Investigation Team Chase the Phantom Thief Sleeping Cat!" (tiếng Nhật: カスカベ国際警察特捜班 怪盗眠りネコを追え！だゾ) | 18 tháng 11 năm 2016 |
| 914    | "Let's Go See the Autumn Leaves" (tiếng Nhật: 紅葉を見にいこうよ～だゾ)"Buy a New Nohara Family Car ② The Foreign Car is a Man's Maron" (tiếng Nhật: 野原家新車を買う② 外車は男のマロンだゾ)"I Want to Join the Red Scorpion Corps" (tiếng Nhật: 紅さそり隊に入りたいゾ)                                                                                      | 25 tháng 11 năm 2016 |
| 915    | "Nohara Family Buy a New Car ③ Finally Buy a New Car" (tiếng Nhật: 野原家新車を買う③ とうとう車を買うゾ)"Search for Musae-chan's House" (tiếng Nhật: むさえちゃん家を大捜索だゾ) | 2 tháng 12 năm 2016  |
| 916    | "Nanako-sensei" (tiếng Nhật: ななこ先生だゾ)"Game! Figure Skating Castle" (tiếng Nhật: 勝負！フィギュアスケート城だゾ) | 9 tháng 12 năm 2016  |
| 917    | "There is a Year-end" (tiếng Nhật: 年末あるあるだゾ)"What's Wrong with Nene-chan!?" (tiếng Nhật: どうしたネネちゃん!?だゾ)"I Want to See But I Can't See" (tiếng Nhật: 見たいのに見られないゾ) | 16 tháng 12 năm 2016 |

### 2017
| # | Tên tập phim | Ngày phát sóng gốc   |
| --- | --- | -------------------- |
| 918 | "My Shoes Are Missing" (tiếng Nhật: オラのクツが行方不明だゾ)"I Want to Get Up Early and Save Money" (tiếng Nhật: 早起きしてトクしたいゾ)                                                                          | 13 tháng 1 năm 2017  |
| 919 | "Skiing in Akita" (tiếng Nhật: 秋田でスキーだゾ) | 20 tháng 1 năm 2017  |
| 920 | "Help the Bookstore" (tiếng Nhật: 本屋さんをお助けするゾ)"Himawari Caught a Cold" (tiếng Nhật: ひまわりがカゼをひいたゾ)                                                                                           | 27 tháng 1 năm 2017  |
| 921 | "Khao in the Shopping District" (tiếng Nhật: 商店街のカオだゾ)"I Want a New Pillow" (tiếng Nhật: 新しい枕がほしいゾ)                                                                                               | 3 tháng 2 năm 2017   |
| 922 | "Sunflower Group Leader Teacher" (tiếng Nhật: ひまわり組の組長先生だゾ)"Kasukabe International Police Special Investigation Team Chocolate Panic" (tiếng Nhật: カスカベ国際警察特捜班 チョコレートパニックだゾ)    | 10 tháng 2 năm 2017  |
| 923 | "Horror French Doll" (tiếng Nhật: 恐怖のフランス人形だゾ)"Play Outside Even If It’s Cold" (tiếng Nhật: 寒くても外で遊ぶゾ)                                                                                         | 17 tháng 2 năm 2017  |
| 924 | "Matsuzaka-sensei’s Shiro" (tiếng Nhật: まつざか先生のシロだゾ)"Ai-chan’s SP Has Changed" (tiếng Nhật: あいちゃんのSPが変わったゾ)                                                                                 | 24 tháng 2 năm 2017  |
| TĐB 83 | "Kumamoto’s Grandpa’s Secret" (tiếng Nhật: 熊本のじいちゃんのヒミツだゾ)"Go to See the Stars" (tiếng Nhật: 星を見に行くゾ)"I’m Back! Forensic Shin-chan" (tiếng Nhật: 帰ってきた!鑑識しんちゃんだゾ)               | 3 tháng 3 năm 2017   |
| 925 | "Have a Family Photo Taken" (tiếng Nhật: 家族写真を撮ってもらうゾ)"Tour the Fire Station" (tiếng Nhật: 消防署を見学するゾ)                                                                                         | 17 tháng 3 năm 2017  |
| TĐB 84 | "Crayon Shin-chan: Fast Asleep! Dreaming World Big Assault! (2016) (Director: Wataru Takahashi)" (tiếng Nhật: クレヨンしんちゃん 爆睡!ユメミーワールド大突撃（2016年）（監督：高橋渉）)                            | 7 tháng 4 năm 2017   |
| 926 | "Space Kasukabe Defense Corps" (tiếng Nhật: 宇宙カスカベ防衛隊だゾ) | 14 tháng 4 năm 2017  |
| 927 | "Fever with Conveyor Belt Sushi" (tiếng Nhật: 回転ずしでフィーバーだゾ)"The Frog Purse is in a Pinch" (tiếng Nhật: カエルの財布がピンチだゾ)                                                                       | 21 tháng 4 năm 2017  |
| 928 | "Tea Picking at Sayamarland" (tiếng Nhật: サヤマーランドで茶摘みだゾ)"Make a Lot of Money with Space Pigs" (tiếng Nhật: 宇宙ブタで大もうけだゾ)                                                                    | 28 tháng 4 năm 2017  |
| 929 | "Make the Windows Shiny" (tiếng Nhật: 窓をピカピカにするゾ)"Play Golf" (tiếng Nhật: ゴルフで勝負だゾ) | 12 tháng 5 năm 2017  |
| 930 | "Coming Out Tournament" (tiếng Nhật: カミングアウト大会だゾ)"Mom Who Can’t Refuse" (tiếng Nhật: 断れない母ちゃんだゾ)                                                                                              | 19 tháng 5 năm 2017  |
| 931 | "Our Twins" (tiếng Nhật: オラたち双子だゾ)"Sumo with Dad" (tiếng Nhật: 父ちゃんと相撲だゾ) | 26 tháng 5 năm 2017  |
| 932 | "Coin Laundry is Easy" (tiếng Nhật: コインランドリーはらくらくだゾ)"Play with Your Neighbor’s Aunt" (tiếng Nhật: となりのおばさんちであそぶゾ)                                                                     | 2 tháng 6 năm 2017   |
| 933 | "Get Sukiyaki" (tiếng Nhật: すき焼きをゲットだゾ)"I Want to Save Luck" (tiếng Nhật: 運をためたいゾ) | 9 tháng 6 năm 2017   |
| 934 | "Find a Tutor" (tiếng Nhật: 家庭教師を探すゾ)"Go to Dad" (tiếng Nhật: 父ちゃんをむかえにいくゾ) | 16 tháng 6 năm 2017  |
| 935 | "Walking on Your Behalf" (tiếng Nhật: 代理でウォーキングするゾ)"Mysterious Procession" (tiếng Nhật: 謎の行列だゾ)"Shiro’s Gorgeous House" (tiếng Nhật: シロのゴーカな家だゾ)                                       | 23 tháng 6 năm 2017  |
| 936 | "Kasukabe Urban Legend Series Horror Elevator" (tiếng Nhật: カスカベ都市伝説シリーズ 恐怖のエレベーターだゾ)"Cuộc chiến thùng rác" (tiếng Nhật: ゴミ箱ウォーズだゾ)                                                | 30 tháng 6 năm 2017  |
| 937 | "Jun Walk Has Arrived" (tiếng Nhật: じゅん散歩がやってきたゾ)"My Scribble Room" (tiếng Nhật: オラのらくがき部屋だゾ)                                                                                               | 7 tháng 7 năm 2017   |
| 938 | "Mermaid Legend of Mystery (Parts 1 and 2)" (tiếng Nhật: ナゾの人魚伝説だゾ) | 4 tháng 8 năm 2017   |
| 939 | "A Penguin Arrived" (tiếng Nhật: ペンギンが来たゾ)"Beaten Rabbit <Awakening>" (tiếng Nhật: なぐられうさぎ＜醒＞だゾ)                                                                                               | 18 tháng 8 năm 2017  |
| Shin-chan and his friends find a penguin in Shin's pool. They make friends with him and call him "Penkichi". / Nene-chan's stuffed rabbit comes to life again and possesses her and her mother. | |                      |
| 940 | "Make Ice Cream with Dad" (tiếng Nhật: 父ちゃんとアイスを作るゾ)"Buriburizaemon in 3 Animals" (tiếng Nhật: ３匹のぶりぶりだゾ)                                                                                     | 25 tháng 8 năm 2017  |
| 941 | "Go to Eat New Soba" (tiếng Nhật: 新そばをたべに行くゾ)"Hell Saleslady Again" (tiếng Nhật: またまた地獄のセールスレディだゾ)                                                                                       | 8 tháng 9 năm 2017   |
| 942 | "My Matsutake Conference" (tiếng Nhật: オラんちのマツタケ会議だゾ)"Ai-chan is a Line" (tiếng Nhật: あいちゃんはひとすじだゾ)                                                                                       | 15 tháng 9 năm 2017  |
| 943 | "Thịt nướng Nhân viên văn phòng" (tiếng Nhật: サラリーマンバーベキューだゾ)"Experience Dog Yoga" (tiếng Nhật: ドッグヨガを体験するゾ)                                                                              | 13 tháng 10 năm 2017 |
| 944 | "Think of a Special Move" (tiếng Nhật: 必殺技を考えるゾ)"Bo-chan’s Secret" (tiếng Nhật: ボーちゃんの秘密だゾ) | 20 tháng 10 năm 2017 |
| 945 | "We Ducks" (tiếng Nhật: オラたちアヒルだゾ)"The Menu is the Same" (tiếng Nhật: メニューが一緒だゾ) | 27 tháng 10 năm 2017 |
| 946 | "The 1st Autumn Special Project! I’ve Been Assigned to Work Alone" (tiếng Nhật: 秋のスペシャル企画第1弾！単身赴任が決まったゾ)"Get Through a Pinch" (tiếng Nhật: ピンチを切り抜けるゾ)                             | 3 tháng 11 năm 2017  |
| 947 | "Nene-chan’s Runaway" (tiếng Nhật: ネネちゃんの家出だゾ)"Autumn Special Project Big Shinnosuke vs. Shin Godzilla" (tiếng Nhật: 秋の特別企画 しんのすけ対シン・ゴジラだゾ)                                          | 10 tháng 11 năm 2017 |
| 948 | "Babysitter is Hard" (tiếng Nhật: ベビーシッターは大変だゾ)"The 2nd Autumn Special Project! It’s Easy to Move Alone" (tiếng Nhật: 秋のスペシャル企画第2弾！単身赴任はお気楽だゾ)                                   | 17 tháng 11 năm 2017 |
| 949 | "I Really Want to Eat Parfait" (tiếng Nhật: どうしてもパフェが食べたいゾ)"The 3rd Autumn Special Project! I’m Thrilled to be Assigned to Work Alone" (tiếng Nhật: 秋のスペシャル企画第3弾！単身赴任はドキドキだゾ) | 24 tháng 11 năm 2017 |
| 950 | "Musae-chan and Cleaning" (tiếng Nhật: むさえちゃんと大掃除だゾ)"Buriburizaemon’s Adventures Legendary Kutsu" (tiếng Nhật: ぶりぶりざえもんの冒険 伝説のクツ編)                                                    | 1 tháng 12 năm 2017  |

### 2018
| #      | Tên tập phim | Ngày phát sóng gốc   |
| ------ | --- | -------------------- |
| TĐB 85 | "Match with Sealing" (tiếng Nhật: おシーリングで勝負だゾ)"Mom Helps" (tiếng Nhật: 母ちゃんがおたすけするゾ) | 7 tháng 1 năm 2018   |
| 951    | "With Nanako Sister and Mochi" (tiếng Nhật: ななこおねいさんとおもちつきだゾ)"I Want to Collect Treasure" (tiếng Nhật: お宝をそろえたいゾ) | 12 tháng 1 năm 2018  |
| 952    | "Mystery at the Snow Festival (Front and Back)" (tiếng Nhật: 雪まつりでミステリーだゾ（前後編）) | 19 tháng 1 năm 2018  |
| 953    | "Frog Returns" (tiếng Nhật: カエルさん帰るだゾ)"Mọi người đều dắt Bạch Tuyết đi dạo đó" (tiếng Nhật: みんながシロの散歩だゾ) | 26 tháng 1 năm 2018  |
| 954    | "After All Winter is Kotatsu" (tiếng Nhật: 冬はやっぱりコタツだゾ)"Stamp Rally" (tiếng Nhật: スタンプラリーだゾ) | 2 tháng 2 năm 2018   |
| 955    | "Thank You for Going to Get It" (tiếng Nhật: ありがた～いアレを取りに行くゾ)"Longing for the Red Scorpion Corps" (tiếng Nhật: 紅さそり隊にあこがれるゾ)                                                                                          | 9 tháng 2 năm 2018   |
| 956    | "I Can’t Leave Kazama-kun" (tiếng Nhật: 風間くんと離れられないゾ)"Do You Play with Dad on a Cold Day?" (tiếng Nhật: 寒い日は父ちゃんと遊ぶ？だゾ)                                                                                                | 16 tháng 2 năm 2018  |
| 957    | "Take a Photo of the Pamphlet" (tiếng Nhật: パンフレットの写真をとるゾ)"Mom Who Wants to Apply Nail Polish" (tiếng Nhật: マニキュアを塗りたい母ちゃんだゾ)                                                                                       | 23 tháng 2 năm 2018  |
| TĐB 86 | "I’m a Twin Panda Zookeeper" (tiếng Nhật: オラ、双子パンダの飼育係だゾ)"Crayon Shin-chan The Spring! It's a Movie! 3 Hour Anime Festival" (tiếng Nhật: 爆盛！のはらーめんだゾ)"Paper Planes That Fly Often" (tiếng Nhật: よく飛ぶ紙ひこうきだゾ) | 2 tháng 3 năm 2018   |
| 958    | "Challenge Food Lipo" (tiếng Nhật: 食リポに挑戦だゾ)"I’ll Graduate" (tiếng Nhật: オラは卒業するゾ) | 9 tháng 3 năm 2018   |
| TĐB 87 | "Crayon Shin-chan: Invasion!! Alien Shiriri (2017) (Director: Masakazu Hashimoto)" (tiếng Nhật: クレヨンしんちゃん 襲来!!宇宙人シリリ（2017年）（監督：橋本昌和）)                                                                               | 6 tháng 4 năm 2018   |
| 959    | "Dad’s Smooth Hair" (tiếng Nhật: 父ちゃんのサラサラヘアーだゾ)"Himawari Has Arrived" (tiếng Nhật: ひまわりが来ちゃったゾ) | 13 tháng 4 năm 2018  |
| 960    | "Parent and Child 3 Generation Sweets Trip" (tiếng Nhật: 親子三代スイーツの旅だゾ)"Help Ageo-sensei" (tiếng Nhật: 上尾先生をおたすけするゾ) | 20 tháng 4 năm 2018  |
| 961    | "Collect Bread Stickers" (tiếng Nhật: パンのシールを集めるゾ)"Transform into Action Mask" (tiếng Nhật: アクション仮面に変身だゾ) | 27 tháng 4 năm 2018  |
| 962    | "AI Robo Has Arrived" (tiếng Nhật: AIロボがやってきたゾ)"Glamping at Me" (tiếng Nhật: オラんちでグランピングだゾ) | 11 tháng 5 năm 2018  |
| 963    | "Join Each Other in a Beam Picture" (tiếng Nhật: はり絵ではり合うゾ)"I Was Entrusted with the Secretary" (tiếng Nhật: 幹事をまかされたゾ) | 18 tháng 5 năm 2018  |
| 964    | "Make a Bath" (tiếng Nhật: ふろくを作るゾ)"I Want to See Kuroiso-san’s Real Face" (tiếng Nhật: 黒磯さんの素顔を見たいゾ) | 25 tháng 5 năm 2018  |
| 965    | "Challenge Smoking" (tiếng Nhật: くんせいにチャレンジするゾ)"Pull a Cold and Tie" (tiếng Nhật: カゼをひいてタイクツだゾ) | 1 tháng 6 năm 2018   |
| 966    | "Dad’s Health Check" (tiếng Nhật: 父ちゃんの健康診断だゾ)"Play with an Ostrich" (tiếng Nhật: ダチョウとたわむれるゾ) | 8 tháng 6 năm 2018   |
| 967    | "Miracle Dog Shiro" (tiếng Nhật: ミラクルドッグ・シロだゾ)"Masao-kun’s “Address Period”" (tiếng Nhật: マサオくんの“当て期”だゾ) | 15 tháng 6 năm 2018  |
| 968    | "Grow Vegetables" (tiếng Nhật: 野菜を育てるゾ)"Go to Borrow a DVD" (tiếng Nhật: DVDを借りにいくゾ) | 22 tháng 6 năm 2018  |
| 969    | "The Nohara Pudding Wars" (tiếng Nhật: 野原家プリンウォーズだゾ)"A Defense Squad Meeting" (tiếng Nhật: 防衛隊の会議だゾ)"Just Being Me" (tiếng Nhật: いつものオラだゾ)                                                                           | 29 tháng 6 năm 2018  |
| 970    | "Soft Serve Ice Cream Is Delicious" (tiếng Nhật: ソフトクリームはおいしいゾ)"Collecting Chore Points" (tiếng Nhật: お手伝いポイントを貯めるゾ)"Tớ và Bo-chan" (tiếng Nhật: ボーちゃんとオラだゾ)                                                 | 6 tháng 7 năm 2018   |
| 971    | "Grab an Eel" (tiếng Nhật: うなぎのつかみどりだゾ)"Summer Urban Legend Series I Made Friends" (tiếng Nhật: 夏の都市伝説シリーズ おともだちができたゾ)                                                                                            | 20 tháng 7 năm 2018  |
| 972    | "Summer is Gymnastics" (tiếng Nhật: 夏といえば体操だゾ)"Summer Urban Legend Series Buses with Unknown Destinations" (tiếng Nhật: 夏の都市伝説シリーズ 行き先のわからないバスだゾ)                                                                | 27 tháng 7 năm 2018  |
| 973    | "Battle with Chickens" (tiếng Nhật: ニワトリとバトルだゾ)"Summer Urban Legend Series Kyoff Fan" (tiếng Nhật: 夏の都市伝説シリーズ キョーフ扇風機だゾ)                                                                                            | 3 tháng 8 năm 2018   |
| 974    | "Hell Saleslady Again" (tiếng Nhật: まだまだ地獄のセールスレディだゾ)"Ball Recapture Strategy" (tiếng Nhật: ボール奪還作戦だゾ) | 17 tháng 8 năm 2018  |
| 975    | "We're Goldfish" (tiếng Nhật: オラたち金魚だゾ)"Buying New Underwear" (tiếng Nhật: おパンツを買いにいくゾ) | 24 tháng 8 năm 2018  |
| 976    | "I Want to Be Tall" (tiếng Nhật: 背が高くなりたいゾ)"Do You Do This Homework?" (tiếng Nhật: この家事はダレがする？だゾ) | 31 tháng 8 năm 2018  |
| 977    | "Search for Persistant Taste" (tiếng Nhật: しつこいお味をさぐるゾ)"Parent-child Marathon" (tiếng Nhật: 親子マラソンだゾ) | 14 tháng 9 năm 2018  |
| 978    | "I Don’t Have a TV" (tiếng Nhật: オラのうちにはテレビがないゾ)"Scoop" (tiếng Nhật: スクープするゾ) | 19 tháng 10 năm 2018 |
| 979    | "Search for a Butt" (tiếng Nhật: おシリをさがすゾ)"Ageo-sensei is Thrilled" (tiếng Nhật: 上尾先生をドキドキさせるゾ) | 26 tháng 10 năm 2018 |
| 980    | "Moe-P Wand is Wonderful" (tiếng Nhật: もえPステッキはステキだゾ)"Kindergarten Pretend" (tiếng Nhật: 幼稚園ごっこだゾ) | 2 tháng 11 năm 2018  |
| 981    | "I Want to Sell It on My Smartphone" (tiếng Nhật: スマホで売りたいゾ)"Aim for the Center!" (tiếng Nhật: センターをねらえ！だゾ) | 9 tháng 11 năm 2018  |
| 982    | "Help with Packing" (tiếng Nhật: 荷造りを手伝うゾ)"Suddenly Grandpa" (tiếng Nhật: いきなりじいちゃんだゾ) | 16 tháng 11 năm 2018 |
| 983    | "Suddenly Another Grandpa" (tiếng Nhật: いきなりもうひとりのじいちゃんだゾ)"Carry a Masterpiece" (tiếng Nhật: ケッサクを運ぶゾ) | 23 tháng 11 năm 2018 |
| 984    | "Super Hot! Roasted Sweet Potato Showdown" (tiếng Nhật: 激アツ！焼き芋対決だゾ)"Play Table Tennis with Mom" (tiếng Nhật: 母ちゃんと卓球するゾ)                                                                                                   | 30 tháng 11 năm 2018 |
| 985    | "Saving Action Kamen" (tiếng Nhật: アクション仮面をお助けするゾ)"Ai-chan and Hot Pot" (tiếng Nhật: あいちゃんとお鍋だゾ) | 14 tháng 12 năm 2018 |